# HMS Glasgow (D88)
El HMS Glasgow (D88) fue un destructor Tipo 42 de la Marina Real británica que sirvió entre 1979 y 2005.

## Construcción
El Glasgow fue iniciado el 16 de abril de 1974 en Swan Hunter en Wallsend (en el río Tyne). Fue botado el 14 de abril de 1976 y finalmente entregado el 24 de mayo de 1979.

## Historia de servicio

El A-4B del Teniente Arraras atacando al HMS Glasgow. Foto tomada desde la cubierta del HMS Brilliant el 12 de mayo de 1982.

El Glasgow integró el Grupo de Batalla de Portaviones del HMS Hermes y HMS Invincible que inició los ataques contra las fuerzas argentinas en las Malvinas el 1 de mayo de 1982.
El 3 de mayo, el helicóptero Sea Lynx del Glasgow averió gravemente al remolcador argentino ARA Alférez Sobral.
Este destructor fue dañado por una bomba sin explotar el 12 de mayo de 1982, lanzada por el Primer Teniente Manuel Bustos. El arma, lanzada por un avión A-4B Skyhawk del Grupo 5 de Caza, impactó en la línea de flotación y atravesó el buque saliendo por la otra banda; la bomba explosionó en el agua. Aunque no se hundió, no pudo continuar combatiendo y regresó a Gran Bretaña.
En 2005 fue retirado del servicio.